# Голям Заб
Голям Заб (на арабски: نهر الزاب الكبير, на турски: Zap suyu, на кюрдски: زێ) е река в Югоизточна Турция и Северен Ирак, ляв приток на Тигър. Дължина 473 km. Площ на водосборния басейн 26 200 km². Река Голям Заб води началото си от западните склонове на Кюрдистанския хребет (съставна част на Арменската планинска земя), в най-северната му част, на 2736 m н.в., на територията на Турция, в близост до границата с Иран, на 3,5 km североизточно от турското село Каскол. Първите около 180 km реката тече на турска територия в посока юг-югозапад в дълбока долина покрай западните склонове на Кюрдистанския хребет, а след това проломява планината Хаккяри (съставна част на Кюрдските планини). В района на турския град Чукурджа напуска Турция и навлиза на иракска територия като завива на югоизток. След като премине през хидровъзелът Бекма отново завива на югозапад, в района на град Гирдамамик напуска планините и навлиза в северната част (равнината Джазира) на Месопотамската низина. Влива се отляво в река Тигър при град Алсафина, на 185 m н.в. Основни притоци: леви – Нехил, Шемдинан, Баразгирд, Бастура Чай; десни – Хазир. Основното подхранване е снежно-дъждовно, с ясно изразено пълноводие през април и май и лятно-есеннно маловодие. Среден годишен отток в устието около 403 m³/s. В средното ѝ течение, на иракска територия е изграден хидровъзелът Бекма. В долното течение водите ѝ широко се използват за напояване. На река Голям Заб са разположени градовете Хаккяри в Турция, Зибар, Келек и Кувайр в Ирак.